# Roger Mason Jr.
Roger Philip Mason Jr. (Washington, D. C., 10 de setembro de 1980) é um ex-jogador de basquetebol norte-americano que atuava como Ala-armador na National Basketball Association (NBA). 

## Carreira

### NBA
Mason foi selecionado no Draft da NBA de 2002 pelo Chicago Bulls. Jogou para a equipe de Chicago a partir da temporada de 2002-03 até o início da temporada 2003-04, quando disputou apenas 3 jogos e foi negociado para o Toronto Raptors, que rescindiu seu contrato poucos meses depois, transformando Mason em um agente livre. Antes da temporada de 2007-08, Mason assinou um contrato de um ano com o Washington Wizards e foi aproveitado apenas por poucos minutos no início do ano. Seu papel cresceu significativamente quando os astros do time Gilbert Arenas e Antonio Daniels machucaram-se. Ele respondeu, conseguindo os melhores números em sua carreira na NBA. Em 9 de julho de 2008, Mason assinou com o San Antonio Spurs um contrato de dois anos (7,3 milhões de dólares). Ele se aposentou ao final da temporada de 2014 quando jogava pelo Miami Heat.

### Outras Ligas
Ele jogou na Europa durante a temporada de 2004-05, pelo Olympiacos B.C., time da liga grega. Na temporada seguinte (2005–06), jogou na liga de Israel, defendendo o time do Hapoel Jerusalem.